# Improvisation (Musik)
Als Improvisation wird eine Form musikalischer Darbietung durch Einzelne (Solisten) oder Ensembles verstanden, bei der Tonmaterial und Klangfolgen in der Ausführung selbst entstehen und nicht oder wenig vorher notiert worden sind. Die musikalischen Klangereignisse verdanken sich dem spontanen Einfall und der Inspiration. 

## Allgemeines
Ob Improvisation eine Urform des Musizierens ist, ist nicht zu ermitteln, da aber Komposition ein kulturell sehr eng auf die „klassische“ europäische Musiktradition begrenztes Phänomen darstellt, ist höchstwahrscheinlich, dass ein gewisses Maß an Improvisation beim Musizieren die Regel war.
In der traditionellen Musik vieler Kulturkreise spielt Improvisation eine zentrale Rolle. Hier haben sich weltweit Techniken der oralen Weitergabe als Wesensmerkmal der Stammes- und Ethnomusik erhalten. Dabei ist jede Aufführung eines Musikstücks oder Liedes mehr oder weniger ein Akt des Improvisierens und wird aus dem Augenblick heraus individuell gestaltet.

### Abgrenzung zur Komposition
Die Komposition stellt einerseits einen deutlichen Gegensatz zur Improvisation dar, da hier der Darbietung eine oft in Notenschrift fixierte Ausarbeitung vorausgeht. Auf der anderen Seite gibt es Analogien zwischen Improvisation und Komposition: „Der Unterschied zwischen Komponieren und Improvisation ist der, dass du in der Komposition so viel Zeit hast wie du möchtest, um darüber nachzudenken, was du in 15 Sekunden sagen möchtest, während du in der Improvisation nur 15 Sekunden hast.“  Die Aufgabe der klanglichen Realisation liegt sowohl in der Improvisation wie auch der Komposition beim Interpreten. Der Urheber des komponierten Werkes hat jedoch Rechte an der Nutzung inne und kann sich auch gegen dessen unerlaubte Aneignung, Veränderung und Abwandlung wehren (siehe Plagiat). Dies ist bei der Improvisation nur insoweit möglich, als sie auf Tonträgern aufgezeichnet wird. Überschneidungen zwischen Komposition und Improvisation gibt es dann, wenn dem kreativen Prozess der Entstehung eines Werkes Improvisation zugrunde liegt. Dann können allerdings in der Regel ständige Korrekturen und Verbesserungen in den Kompositionsprozess einfließen. Nicht selten vermittelt die flüchtige Handschrift eines Komponisten etwas von der Spontaneität der musikalischen Inspiration und verrät etwas vom Bemühen, den Augenblickseinfall festzuhalten. Andererseits lassen sich die Ergebnisse von Improvisation auch kaum in Kompositionen fassen und nachahmen, da hier musikalische Zusammenhänge nicht nur aus der Entwicklung des Materials erklärbar werden und nicht planbar sind. Die Interaktion ist ein bedeutender nichtkalkulierbarer Aspekt der Improvisation.

## Historische Entwicklung
In europäischer Musik seit der Zeit der Renaissance oder solcher, die in geschichtlichem Zusammenhang mit europäischer Überlieferung steht, wozu auch der Jazz gehört, liegt der Improvisation meist ein harmonisches Gerüst (zum Beispiel die Akkordfolge eines bestimmten Stückes) oder eine Melodie zugrunde. Über die Improvisation in der europäischen Musik der Antike gibt es bisher keine zuverlässigen Quellen. Die Improvisation in der europäischen Musik des Mittelalters basiert meist auf einer Melodie, Harmonik im Sinne einer Tonschichtung von Akkorden war damals noch nicht bekannt. zur Begleitung wurden sogenannte Bordune genutzt die zumeist auf dem Grundton der Tonleiter basierten.  Die der Melodie zugrundeliegende Tonleiter ist das Gerüst der Improvisation. In der Musik anderer Kulturkreise, zum Beispiel arabischer, türkischer sowie indischer Musik, werden Improvisationen häufig durch bestimmte Tonleitermodelle und rhythmische Muster strukturiert. Die Musik des südlich der Sahara gelegenen Afrika zeichnet sich unter anderem durch teilweise hochkomplexe rhythmische Improvisation aus. In der indonesischen Gamelan-Musik umspielen nur einige wenige Instrumente improvisierend die zugrundeliegenden Patterns, wiederkehrender rhythmischer, harmonischer und melodischer Tonfolgen. Umspielt wird dabei eine als „innere Melodie“ aufgefasste Kernmelodie.
Im Extremfall wird Improvisation als vollkommen voraussetzungsloses spontanes Spiel versucht, wie in bestimmten Formen des Free Jazz. Für längere Zeit waren diese Versuche nicht durchsetzbar, da die stilistischen Spielregeln für Jazzmusiker von herausragender Bedeutung waren. Wie sich am Jazz und an der indischen Musik zeigen lässt, sind diese Bedingungen tatsächlich so prägend, dass die Ergebnisse, wenn das gleiche Material von den gleichen Musikern kurz hintereinander zur Grundlage zweier Improvisationen genommen wird, im Höreindruck erstaunlich ähnlich sind. Es zeigt sich auch, dass dort, wo im Kollektiv improvisiert wird, ein sehr striktes System der Arbeitsteilung vorherrscht.
Was im Allgemeinen als Klassische Musik bezeichnet wird, ist fast immer schriftlich fixiert und kennt Improvisation nur als Randerscheinung, z. B. in der Verzierungstechnik der Musik des Generalbasszeitalters (Barockmusik) oder in den Kadenzen instrumentaler Solokonzerte (s. u. „Klassik und Romantik“). Die kollektive Improvisation ist hier praktisch unbekannt, da es keine formbildenden Spielregeln gibt, an die sich Musiker halten könnten, um ein „klassisches“ Stück improvisierend zu erzeugen. Die Anforderungen solcher Spielregeln wären aufgrund des differenzierten Umgangs mit Periodik, motivischer Entwicklung, Modulationen, Kontrapunkt kaum einlösbar.

### Mittelalter
Von der Musikpraxis des Mittelalters geben die erhaltenen schriftlich fixierten Notenbeispiele nur eine unzureichende Vorstellung. Grundlage war zum größten Teil die mündliche Überlieferung. Während in der geistlichen Musik das Basisrepertoire in einer Vielfalt von Notationen aufgezeichnet wurde, von der Quadratnotation zur Mensuralnotation, sind in der weltlichen Musik relativ wenige Melodien in einstimmiger Notenschrift überliefert. Doch wurden diese auch zur Zeit ihrer Aufzeichnung erst mittels improvisierter Aufführungstechniken lebendig und bedürfen bei heutiger Aufführung einer hohen Einfühlungsgabe und der Kenntnis solcher Sing- und Spieltechniken. Dabei ist als eine der wichtigsten Quellen die Musik des Balkans und des östlichen Mittelmeerraumes anzusehen, mit der die westliche Welt im Lauf der Kreuzzüge in engere Berührung gekommen war. Bis heute ist die Musik des Orients weitgehend durch improvisiertes Solo- und Ensemblespiel geprägt. Hiervon waren insbesondere die fahrenden Spielleute des Mittelalters beeinflusst und geprägt. Weitere Quellen für eine improvisierte Mehrstimmigkeit sind in einigen Mönchshandschriften des Mittelalters auffindbar. Heutigen Musikern obliegt es, aus den kargen Notentexten die jeweils persönlich gestalteten Musikstücke werden zu lassen. Vor, Zwischen- und Nachspiele werden ebenso improvisiert wie Formen der Zweistimmigkeit (Bordun, Spiel in Quart- oder Quintparallelen, Organum, freie zweite Stimme). Aus heutiger Sicht zeigt die Situation (mittlerweile schriftliche Überlieferung der Melodien, z. B. im „Codex verus“) Parallelen zur auf dem Realbook basierenden Jazzimprovisation. So sind in der musikalischen Mittelalterszene mittlerweile etliche Melodien der Art bekannt, dass man von Mittelalterstandards sprechen kann, die man als Musiker im entsprechenden Umfeld kennt.

### Renaissance
Diese Epoche ist von mehrstimmiger Ensemblemusik geprägt. Die Musikstücke wurden meist in elementaren Notenwerten notiert. Je nach Fähigkeiten der Sänger und Instrumentalisten wurden diese durch improvisierte Diminutionen verziert. Pädagogische Lehrwerke wie die Blockflötenschule von Silvestro Ganassi geben zahlreiche Beispiele für geläufige Melodiemodelle. Organisten und Cembalisten pflegten neben freieren Improvisationen die Kunst des „Absetzens“ von Vokalkompositionen, die aus dem Stegreif den Möglichkeiten des Instrumentes angepasst wurde.

### Barock
Das professionelle Spiel von Tasteninstrumenten wie Orgel und Cembalo wurde weit mehr improvisatorisch ausgeführt als heute. In Organistenprüfungen war das Spiel von vorbereiteter Literatur („Handstücke“) verpönt und führte zur Disqualifikation. Gegenstand der Prüfung war u. a. auch die Improvisation von Fugen. Johann Sebastian Bach war berühmt für seine Fähigkeit der Improvisation auf der Orgel. Der Wettstreit mit dem französischen Organisten Louis Marchand, der sich nach einer mehrfach überlieferten Legende dem Vergleich mit Bach durch die Flucht entzogen haben soll, bezeugt dies ebenso wie die Audienz, in der König Friedrich der Große ihn aufforderte, über ein gegebenes Thema zu improvisieren.
Die Hauptform einer solchen auf Improvisation beruhenden Komposition war die Toccata, die ihre Wurzeln im spieltechnischen Ausprobieren der Möglichkeiten einer Orgel hat. Bei Kammermusik und Liedbegleitung hatte das Tasteninstrument meist die Rolle des Generalbassspiels auf Cembalo und Orgel, das im Idealfall aus dem Stegreif ausgeführt wurde. Vorliegen hatte der Spieler einen „bezifferten Bass“, der die Basslinie für die linke Hand und mit Hilfe von Zahlen die darüberliegenden Akkorde für die rechte Hand angab. Genauso spontan wurde oft das Spiel mit Ornamenten (Verzierungen) bereichert. Insbesondere beim Spiel der langsamen Sätze war die improvisatorische Auszierung durch freie Manieren sowohl durch den Solisten als auch den Begleiter erwünscht. Das galt insbesondere für die Sänger in Oper- und Konzertarie. Die Komponisten markierten diese Stellen mit dem Fermatenzeichen. Mit der Entwicklung des Soloinstrumentalkonzertes bildete sich die sogenannte Kadenz, ein oder mehrere Einschnitte, vom Komponisten bestimmt, an denen der Solist seiner Phantasie, seinem Ausdrucksbedürfnis oder seiner Virtuosität freien Lauf lassen konnte.

### Klassik und Romantik
Das „Fantasieren“ auf dem Klavier (bzw. in früheren Zeiten auf dem Cembalo), mit dem viele bedeutende Komponisten von sich reden machten (Wolfgang Amadeus Mozart, Ludwig van Beethoven, Frédéric Chopin) war Gegenstand höchster Bewunderung. In der zweiten Hälfte des 18. Jahrhunderts gab es Versuche, Maschinen zur Aufzeichnung von Improvisationen zu konstruieren, so z. B. die „Fantasiermaschine“ von Johann Friedrich Unger aus dem Jahre 1752 (technisch zuerst realisiert von Johann Hohlfeld 1753); da die Übertragung der Aufzeichnungen in normalen Notentext jedoch sehr mühsam war, haben solche Geräte nie eine große Verbreitung erreicht, und es sind keine derart aufgezeichneten Improvisationen überliefert. Die Bezeichnung Fantasie für ein Klavierstück ist auch nicht so zu verstehen, dass eine Improvisation anschließend als Komposition rekonstruiert wurde. Dennoch gibt es Beispiele, in denen tatsächlich der Eindruck entsteht, der Vorgang des „Fantasierens“ würde in der Komposition nachgeahmt. Sehr nahe kommt diesem Aspekt die Fantasie op. 77 von Ludwig van Beethoven, in der deutlich das spontane „Losspielen“ zu hören ist, dann das Suchen nach und Verwerfen von Material bereits während des Spiels, bis schließlich ein Thema entsteht, das sich zur Variation eignet. Dass die Grenze zu den festgefügten Formen komponierter Musikstücke verfließen kann, verrät auch ein Titel wie „Sonata quasi una Fantasia“, den Beethoven der im Volksmund als „Mondscheinsonate“ bezeichneten Sonate op. 27,2 gab.
Ein Mittelding zwischen barocker Praxis des Auszierens und des Fantasierens stellte die Kadenz im klassischen Solokonzert dar, die in der Regel unmittelbar vor dem Ende des ersten Satzes größeren Raum erhielt. Aber auch hier gilt, dass sich zuerst die eingeübte, also nicht mehr improvisierte, und allmählich die ausgeschriebene Kadenz durchsetzte, da das plötzliche Improvisieren in der Umgebung von komponiertem Material einen Unsicherheitsfaktor darstellte, dem man mit einer entsprechenden Vorbereitung der Kadenz begegnete. Die Tendenz zur Verschriftlichung ist seit der Wiener Klassik durch notierte Kadenzen (von Mozart, Beethoven und anderen) belegt.
Eine größere Rolle spielte (und spielt noch im 21. Jahrhundert) die Improvisation auf der Orgel. Bedeutende Organisten wie Anton Bruckner vermochten sogar groß angelegte Doppelfugen zu improvisieren. Da Bruckner die Ergebnisse seiner Improvisationen nie schriftlich fixierte, gibt von seiner Kunst nur noch das „Präludium und Doppelfuge“ ein Zeugnis, das sein Schüler Friedrich Klose nach einer Bruckner-Improvisation komponierte. Meist wurden jedoch wie auf dem Klavier freie Fantasien improvisiert. Besonders in Frankreich war diese Praxis verbreitet. Zahlreiche Werke u. a. von César Franck, Charles-Marie Widor und Louis Vierne sind auf Grundlagen solcher Improvisationen entstanden.

### Neue Musik
Gelegentlich eine größere, aber auch paradoxe Rolle spielt Improvisation in der Neuen Musik des 20. Jahrhunderts. Anfang der 1950er-Jahre entwickelten sich neue Formen des Zusammenspiels, und die Komponisten experimentierten mit ungewöhnlichen Formen der Notation: so John Cage, Sylvano Bussotti, Earle Brown, Roman Haubenstock-Ramati und viele andere. Im Extremfall hatten die Ausführenden eine Musikgrafik als Partitur vorliegen, die keine oder nur ungefähre Hinweise auf das enthielt, was konkret zu spielen sei (Konzept der „Offenen Form“ z. B. in Earle Browns Komposition Available Forms, 1961). Es blieb ihnen weitgehend überlassen, welche Töne, Klänge, Rhythmen zu erzeugen waren. Dadurch wandelte sich auch der Begriff vom musikalischen Kunstwerk. Dies wird nicht mehr durch seine schriftlich fixierte Form definiert, sondern als Kommunikationsprozess. Professionelle Darbietungen guter Interpreten, die einen eigenen Stil entwickelten, gelten in der Regel trotzdem weiterhin als Werke des Urhebers einer graphischen Partitur und nicht so sehr als Werke der Interpreten. Im Gegensatz dazu steht die Freie Improvisation, bei der auf schriftliche oder graphische Vorgaben oder Festlegungen ganz verzichtet wird und das Ergebnis allein vom musikalischen Horizont und den spielerischen Fähigkeiten der Musiker abhängt.
Ausgangsbasis für improvisiertes Solo- und Zusammenspiel konnten aber auch verbal formulierte Texte sein wie im Fall von Karlheinz Stockhausens Aus den sieben Tagen, 1968, wobei Stockhausen auf die Mitarbeit von Musikern angewiesen war, die mit den Grundlagen der von ihm entwickelten intuitiven Musik vertraut waren. Das Übergangsfeld zwischen Komposition und Improvisation wird u. a. an der Arbeitsweise des Komponisten Peter Michael Hamel sichtbar, der im Lauf der Improvisation am Klavier seine musikalischen Ideen entwickelt und sich dabei nicht selten auch von den musikalischen Beiträgen seiner Improvisationspartner leiten lässt.
Die erhöhte Bedeutung, die die Improvisation gelegentlich erhielt, ist dabei auch als Reaktion auf den strengen Serialismus zu sehen, der alle musikalischen Parameter auf das genaueste festlegte. Ende der 1950er und Anfang der 1960er Jahre begannen etliche Komponisten damit, in ihren Werken den Interpreten unterschiedliche Grade der Freiheit in der Ausführung zuzugestehen. Dies können eher aleatorische Entscheidungen sein, zum Beispiel welchen Teil der Partitur man spielt oder auslässt, oder die Konstruktion von Situationen, die dem Interpreten einen oder mehrere musikalische Parameter vorgeben, ihn aber über die restlichen Parameter selbstständig entscheiden lassen. Die Anweisungen im Klavierstück XI von Karlheinz Stockhausen lauten: Der Spieler schaut absichtslos auf den Papierbogen und beginnt mit irgendeiner zuerst gesehenen Gruppe; diese spielt er mit beliebiger Geschwindigkeit (die klein gedruckten Noten immer ausgenommen), Grundlautstärke und Anschlagform, schaut absichtslos weiter zu irgend einer der anderen Gruppen und spielt diese, (...). Damit soll Form im Spielprozess entstehen, ohne dass der Interpret improvisiert. Selten werden die Interpreten in beigefügten Anweisungen des Komponisten ausdrücklich zur Improvisation ermuntert. So stellt Bernd Alois Zimmermann in tempus loquendi aus dem Jahr 1963 drei untereinander gedruckte Teile zur Auswahl und ermutigt „...aus dem in den Stücken vorgegebenen Material eigene Versionen zu improvisieren.“ Häufiger sind Grenzfälle, die letztlich aber immer den Primat der Komposition beanspruchen. So ist in Mauricio Kagels Exotica aus dem Jahr 1970 bei Festlegung der Rhythmik und Dynamik die Auswahl der Töne den Interpreten überlassen. Mit Kagels eigenen Worten „wurden die instrumentalen Parts ausschließlich in Dauerwerten und Lautstärkegraden als fortlaufende rhythmische Monodien aufgezeichnet, die die Ausführenden selbst mit Tonhöhen in beliebiger Lage versehen sollen.“
Neuerdings traten auch bei der solistischen Klavierimprovisation wieder virtuose Pianisten und Pianistinnen hervor und führten zu einer Wiederbelebung jener Spielformen, die beispielsweise von Franz Liszt zur Höchstform entwickelt worden waren. Dazu gehörte Friedrich Gulda und in neuerer Zeit Gabriela Montero, bei der die Improvisationen auf dem Klavier zusammen mit dem Publikum als Themengeber entstehen und immer umfangreicher in ihren Konzerten werden. Die Musikstile für die Improvisationen – Klassik, Blues, Jazz u. a. – werden dabei spontan eingesetzt. Michael Gees spielt in seinen Konzerten Werke von Bach bis Satie als anverwandelnde (d. h. sich zu eigen machende) Improvisationen. Als Liedpianist hat er 2014 bei den Schwetzinger Festspielen gemeinsam mit der Sopranistin Anna Lucia Richter Texte von Andreas Gryphius intuitiv vertont.
In der zweiten Hälfte des 20. Jahrhunderts entstanden im Gefolge der Neuen Musik und des Free Jazz eigenständige Szenen für freie oder neue Improvisationsmusik. Im Bereich der von der Neuen Musik angeregten Kollektivimprovisation arbeitete beispielsweise seit den 50er Jahren die Geigerin und Hindemith-Schülerin Lilli Friedemann (1906–1991) sowohl mit Berufsmusikern, als auch mit Laien sowie Schülern (Kindern).

### Orgelmusik
In der Orgelmusik des 20. Jh. hat sich eine nennenswerte Tradition der Improvisation erhalten, die ihre Wurzeln im Orgelspiel des 18. Jh. hat und bis in die Gegenwart des 21. Jahrhunderts im liturgischen Orgelspiel von praktischer Bedeutung ist. Im Studium der Kirchenmusik hat das improvisierte liturgische Orgelspiel den Rang eines Hauptfaches. Das Improvisieren von gottesdienstlicher Musik gehört zu den regelmäßigen Aufgaben eines Kirchenmusikers. Besonders qualifizierte Spieler beherrschen auch andere Formen von Orgelimprovisation und improvisieren teilweise ganze Konzerte. Zu den bekannten Orgelimprovisatoren im 20. und 21. Jahrhundert zählen Anton Heiller, Hans Haselböck, Charles Tournemire, Marcel Dupré, Pierre Cochereau und Pierre Pincemaille. Dabei haben Organisten wie Hans-Günther Wauer seit den späten 1970ern auch Formen für das Zusammenspiel mit anderen Musikern gefunden.

## Jazz
Die Improvisation gilt geradezu als das konstituierende Merkmal des Jazz. Ein Jazz-Musiker antwortete auf die Bitte, in zehn Sekunden den Unterschied zwischen Komposition und Improvisation zu erklären: „Für zehn Sekunden Komposition haben Sie alle Zeit der Welt. Für zehn Sekunden Improvisation haben Sie genau ... zehn Sekunden.“
Die großen Jazzmusiker haben ihre Improvisationskunst zunächst durch genaues Zuhören und Nachspielen erlernt. Die Fähigkeit, über Akkordfolgen zu improvisieren, hat sich über Jahrzehnte entwickelt und erreichte einen besonders hohen Grad der Komplexität im Bebop. Als wegbereitender Vorreiter ist hierbei der Saxophonist Charlie Parker zu nennen. Aber schon die Musiker der Swing-Ära konnten über die Harmonien der gespielten Stücke improvisieren. Sie beeinflussten dabei einander und lernten voneinander.
Im Jazz wird auch oft vokal improvisiert. Im Scat (auch scat-singing genannt) werden allerdings keine sprachlichen Inhalte übermittelt, sondern mittels lautmalerischen Elementen existierende Instrumente nachgeahmt. Die Vokalimprovisation wird funktional eher wie ein Instrument eingesetzt. 

### Varianz und Mikrovarianz
Ein zentrales Prinzip der Jazz-Improvisation ist die kontinuierliche Variantenbildung, die dazu führt, dass jede Darbietung einer Jazzkomposition mehr oder weniger unterschiedlich realisiert wird.
So spielte der Bassist Scott LaFaro bei zwei Aufnahmen von Gloria’s Step mit dem Bill Evans-Trio (1961) am selben Tag vollkommen unterschiedliche Basslinien, die sich aber beide gleich gut ins Gesamtbild einfügen:

Scott LaFaros Basspart (unmittelbar nach dem Thema) in der ersten Version.

Scott LaFaros Basspart in der zweiten Version.

Das folgende Notenbeispiel zeigt die unterschiedlichen Grade improvisatorischer Freiheit im Kontext eines Jazz-Quartetts, das zugleich erahnen lässt, wie im Jazz oftmals mehrere metrische Unterteilungsebenen parallel laufen, die jeweils als eigenständige Referenzpulse für individuelle Variantenbildungen dienen:

Solopassage mit Begleitung durch eine Walking Bass-Linie und rhythmisch freien Klavierakkorden (Schlagzeugpart nicht notiert).

Die größte improvisatorische Freiheit hat der solistische Melodiepart, während der Grundpuls vom Schlagzeug (im Beispiel nicht notiert) und insbesondere vom Bass realisiert wird. 
Der Bass beschränkt sich dabei auf einen Walking Bass mit weitgehend ostinater Viertelbewegung. Der Pianist verdichtet das Klanggeschehen, indem er als Bezugsebene für seine Akkorde eine im Vergleich zum Grundpuls doppelt so schnelle Achtelbewegung wählt und die Akkordanschläge überwiegend in den Offbeat der Achtel legt. Indem sich Bass und Klavier hinsichtlich ihrer improvisatorischen Freiheit nur auf der Ebene der Mikrovarianz bewegen, schaffen sie den Klanghintergrund für die Improvisationen des Tenorsaxophons. 
Durch den für Jazzensemble typischen Wechsel der solistischen Parts kommt es zugleich zu einem ständigen Wechsel der hierarchischen Ebenen, der sich im jeweiligen Ausmaß der improvisatorischen Variationsbreite niederschlägt. Flexible, aber klare Funktionszuweisungen im Improvisationsprozess ermöglichen auch das Zusammenspiel größerer Besetzungen. So gelang es beispielsweise im New-Orleans-Jazz, durch unterschiedliche Freiheitsgrade in der Variantenbildung mindestens sechs Musiker gleichzeitig improvisieren zu lassen.

### Verschriftlichung improvisierter Jazzmusik
Die Entwicklung der Jazzimprovisation ist Produkt der Leistungen vieler Einzelmusiker, die sich fortlaufend ausgetauscht und einander genau zugehört haben. Dazu wurden viele Soli komplett transkribiert, und die meisten Jazzkünstler bekennen sich dazu, in die Fußstapfen ihrer Vorbilder getreten zu sein, bevor sie sich später davon lösten und eigene Ideen entwickelten. Der Gitarrist Joe Pass beispielsweise hat wie viele seiner Kollegen die Soli von Charlie Parker nachgespielt. Parker ist einer der am häufigsten transkribierten Jazzmusiker, das zeigt sich unter anderem an einer in Jazzkreisen bekannten Buchveröffentlichung mit kompletten Transkriptionen einer großen Zahl von Parker-Soli, dem sogenannten „Omnibook“.
Später wurden die Erkenntnisse aus den Transkriptionen in vielen verschiedenen Lehrmethoden für Jazz schriftlich fixiert. Diese Lehrmethoden entwickeln sich (wie der Jazz auch) ständig weiter. Teilbereiche dieser Lehren sind Lick-Sammlungen, die Akkord-Skalen-Theorie und die Jazzharmonik.

## Rock
In der Rockmusik wurde Improvisation um 1967 kurzzeitig in der psychedelischen Musik und dem sogenannten Progressive Rock sehr bedeutend. Die frühen Pink Floyd, Soft Machine, Grateful Dead und die deutsche Band Can verwendeten häufig Improvisationstechniken, welche die Spielweisen aus dem Blues mit Klangexperimenten und Live-Elektronik verbanden. Diese Formen wurden von den meisten dieser Gruppen nach 1970 wieder abgelegt. Bei näher am Blues orientierten Bands, wie Deep Purple und Cream, bekam die Improvisation einen vergleichbaren Stellenwert wie im Jazz, indem sich der begleitete Solist mit langen Soli profilierte. Jimi Hendrix kann als Pionier für beide Entwicklungen im Rock der 1960er Jahre angesehen werden, der auch in beiden Formen mit seinem Album Electric Ladyland zu überzeugenden Ergebnissen gelangte.
Ihre Bedeutung hat die Improvisation in der Rockmusik allerdings nicht behalten. Der Bluesrock mit dem Schwerpunkt der Improvisation auf der E-Gitarre verband sich kulturell mehr mit dem Jazz (Scott Henderson). Die Entwicklung des Hardrock nahm der Improvisation das individuelle Profil. Auch in anderen Arten des Rock wurde auf Kosten der Improvisation ausgefeilt durcharrangiert (Yes, Genesis), selbst da, wo profilierte und stilbildende Instrumentalisten mitwirkten wie Brian May in der Gruppe Queen.
Neuere Stile des Rock, die sich wie der Punk vom „Bombast“ der 1970er absetzten, kennen in der Regel keine Improvisation. Entweder beherrschen die Musiker sie nicht, streben sie nicht an oder es bleibt bei der Vorherrschaft des Arrangements.

### Gemeinsamkeiten der Improvisation in Jazz und Rock
Nach Ansicht des Gitarristen und Lehrbuchautors Peter Autschbach ist Musik eine Klangsprache, deren Regeln auch für die meisten Improvisationen im Jazz und Rock gelten. In einer gemeinsamen Improvisation können Musiker miteinander in der Sprache der Musik kommunizieren: „Die Licks der Improvisation sind die Vokabeln, die Harmonielehre die Grammatik, der Rhythmus die Betonung und die Phrasierung die Aussprache.“
Dabei entsteht nicht jeder Ton einer Improvisation spontan. Improvisierende Musiker bedienen sich immer wieder verschiedener Tonfolgen, die dem Spieler Zeit und Raum geben, an bestimmten Stellen tatsächlich Neues zu entdecken bzw. zu erfinden. Als Grundlage für improvisierte Tonfolgen nennt Autschbach folgende Quellen:
1. Licks (bewährte und vorher einstudierte Tonfolgen, die meist von erfahrenen improvisierenden Musikern stammen)
2. „Erimprovisiertes“ Material (damit sind aus der eigenen Erfahrung gewonnene, „gut klingende“ Wendungen gemeint, die der Spieler während des Improvisierens entdeckt und sich gemerkt hat).
3. Zitate aus Themen anderer Stücke oder bekannten Improvisationen.[9]